# West-Thürings voetbalkampioenschap 1916/17
In 1916/17 werd het zesde voetbalkampioenschap van West-Thüringen gespeeld, dat georganiseerd werd door de Midden-Duitse voetbalbond. Nadat er vorig seizoen geen competitievoetbal plaats vond werd er dit jaar opnieuw een competitie gespeeld. 
TV Zella werd kampioen. Om een onbekende reden nam de club niet deel aan de Midden-Duitse eindronde.

## 1. Klasse
| Plaats | Club               | Wed. | W | G | V | Saldo | Ptn.  |
| ------ | ------------------ | ---- | - | - | - | ----- | ----- |
| 1.     | TV 1912 Zella      | 7    | 6 | 0 | 1 | 22:09 | 12:02 |
| 2.     | TV 1909 Mehlis     | 2    | 1 | 0 | 1 | 05:08 | 02:02 |
| 3.     | SpVgg Suhl         | 1    | 0 | 0 | 1 | 01:05 | 00:02 |
| 4.     | FC Germania Mehlis | 2    | 0 | 0 | 2 | 02:05 | 00:04 |
| 5.     | FC Zella 1905      | 2    | 0 | 0 | 2 | 01:04 | 00:04 |

|  | Kampioen                             |
|  | Trok zich terug voor volgend seizoen |